# Rivoluzione (periodico)

Franco Calamandrei, collaboratore di Rivoluzione (1944 ca)

Rivoluzione è stato un quindicinale italiano. Il primo numero uscì a Firenze il 20 gennaio 1940 su iniziativa dei GUF cittadini. La rivista, che aveva come sottotitolo Quindicinale di politica, letteratura e arte del Gruppo universitari fascisti di Firenze, con sede in via dei Servi 15, fu inizialmente diretta da Guido Renzo Giglioli ed ebbe come condirettore Paolo Cavallina, affiancato dal caporedattore Ferruccio Ulivi. Cavallina fu poi sostituito negli ultimi numeri da Paolo Tosi.
Dal 1942, dopo Giglioli, si avvicendarono nella direzione Aldo Brandi e Mario Alburno. Con il fascicolo doppio (numero 6-7) di maggio 1943 Rivoluzione cessò le pubblicazioni.
La rivista, superando posizioni di revisionismo e di fronda interna al fascismo, volle dar voce apertamente al crescente disagio verso il regime dei giovani intellettuali, un regime avviato ormai al declino dei suoi ultimi anni e alla disfatta finale. È da menzionare, inoltre, l'attività editoriale promossa da Rivoluzione con la pubblicazione di testi di narrativa e critica letteraria di autori quali Romano Bilenchi (La siccità, 1941), Carlo Cassola (Alla periferia, 1941), Antonio Delfini (Il fanalino della Battimonda, 1940), Mario Luzi (Un'illusione platonica e altri saggi, 1941), Giuseppe Mesirca (Un uomo solitario, 1941), Giancarlo Vigorelli (Eloquenza dei sentimenti, 1943).
Tra i collaboratori più noti del quindicinale, oltre agli autori già citati, si possono ricordare Carlo Bo, Franco Calamandrei, Dino Del Bo, Manlio Cancogni, Alfonso Gatto, Alessandro Parronchi, Vasco Pratolini, Leonardo Sinisgalli, Giovanni Testori, Mario Tobino e i pittori Antonio Zancanaro e Ottone Rosai che vi pubblicarono numerosi disegni.